# Sei Mencirim (Kutalimbaru)
Sei Mencirim is een bestuurslaag in het regentschap Deli Serdang van de provincie Noord-Sumatra, Indonesië. Sei Mencirim telt 5204 inwoners (volkstelling 2010).